# Jean-Pierre Raus
Johann Peter (Jean-Pierre) Raus (Olingen, 10 september 1863 – Eich, 16 oktober 1933) was een Luxemburgs kunstschilder.

## Leven en werk
Jean-Pierre Raus was een zoon van akkerbouwer Anton Raus en Anna Nockels. Na zijn opleiding aan de École Agricole de l'Etat in Ettelbruck studeerde hij in Parijs aan de École des arts décoratifs. In 1893 trouwde hij in Olingen met Anna Welter (1859-1911). Het paar woonde in Parijs. Na het overlijden van zijn vrouw, keerde Raus in 1912 terug naar het groothertogdom. Hij werkte er als kadastermedewerker, later als accountant bij de kliniek in  Eich.
Raus schilderde landschappen. Hij was lid van de Cercle Artistique de Luxembourg. Na zijn terugkeer woonde hij eerst in Olinger, tot hij verhuisde naar de molen in Pfaffenthal. Vanuit daar legde hij de Alzettevallei op doek vast.
Jean-Pierre Raus overleed op 70-jarige leeftijd in Eich en werd begraven in Olingen.
- Musée national d'archéologie, d'histoire et d'art: lkl006058